# クレイユ
クレイユ （Creil）は、フランス、オー＝ド＝フランス地域圏、オワーズ県のコミューン。
パリ地方北部、オワーズ川谷に位置する。クレイヨワと呼ばれるほぼ35000人の住民がいるこのまちは、10万人以上いる都市圏の中心であり、オワーズ県第1の、地域圏第2の人口を抱える。
中世には王家の居城があり、クレイユは19世紀になって主として開発された。1844年から鉄道の存在と、首都パリへの近さという恩恵を受けて産業が発展した。初期の産業はファイアンス焼きに特化され、金属加工業の盛んなまちとなり、20世紀からいくつかの自動車工場が置かれた。
史跡の集まる場所は右岸のサン＝モーリス島である。戦後の経済復興期に、オワーズ川谷を見下ろす台地上に集合住宅群で構成される新たな地区がつくられた。
まちは1970年代から金属化工業が不景気となり、台地上の地区は失業問題と社会問題が集中した。2007年に始まった都市再生事業は、市内の数箇所の領域をカバーしている。

## 地理
クレイユはパリ盆地の中、地域圏南部に位置する。歴史的な地方としては、ヴァロワ地方とボーヴェジ地方の境界にあたる。クレイユはパリから45キロメートル、ボーヴェから35キロメートル、アミアンから72キロメートルの距離にある。
オワーズ川がコミューン内を横断する。まちはオワーズ・ペイ・ド・フランス地域圏自然公園の入り口にあたり、アラットの森、シャンティイの森と境界を接する。
まちの原形は、オワーズ川を見下ろす台地の下にある、古い浅瀬にあった。左岸側は非常に狭く、はるかに平坦で広い右岸側にまちは拡大していった。左岸と右岸の間にサン＝モーリス島がある。

## 都市の景観

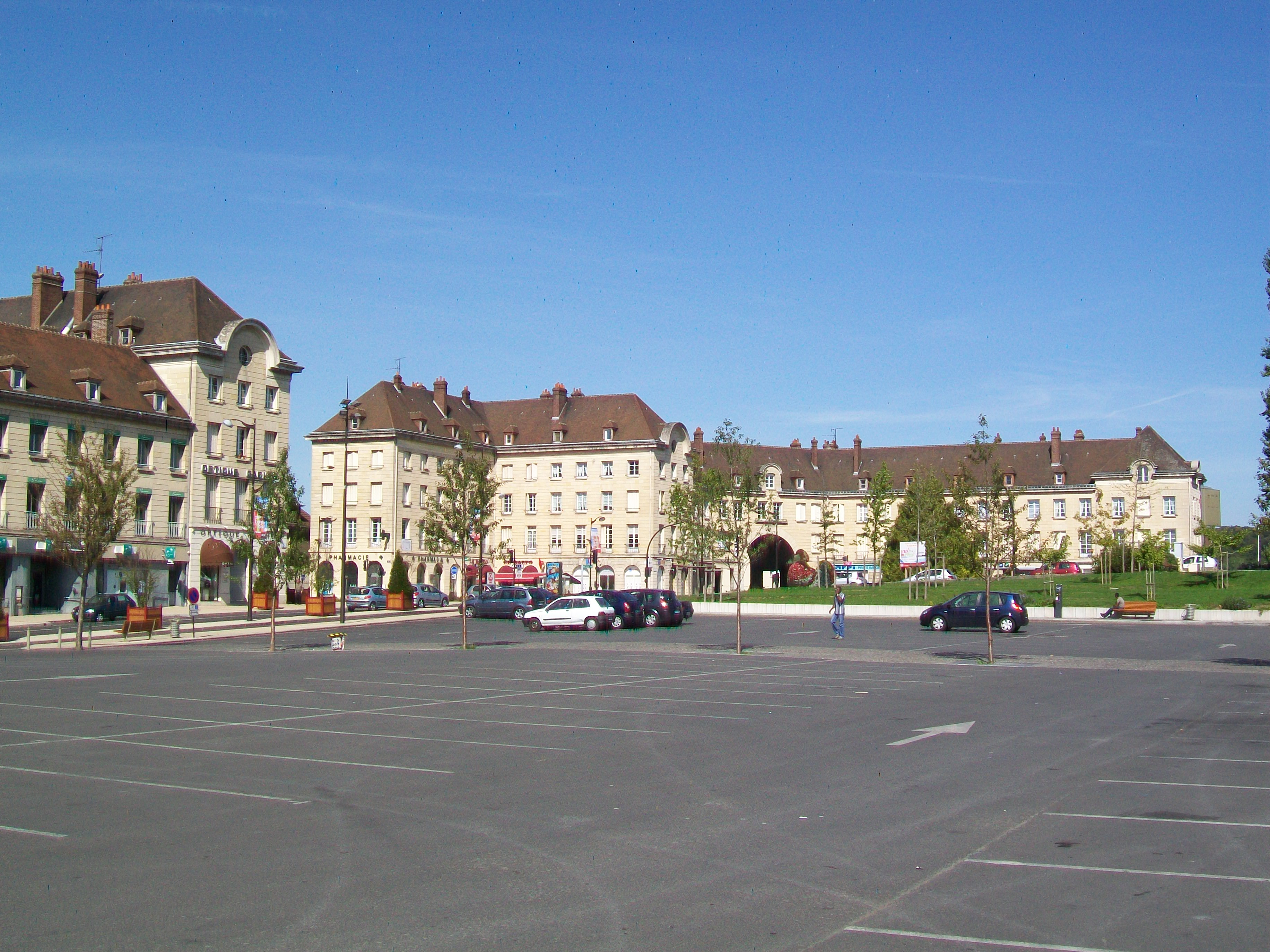
戦後の都市計画事業で生まれた中心部のカルノ広場

クレイユは明らかに異なる複数の地区で構成される。
中心部はオワーズ川両岸に広がるが、一部がサン＝モーリス島にある。中心部は住宅や商店、サービス業の店から構成される密集した地区である。この古くからある密集した地区は第二次世界大戦中に激しい爆撃を受け、1950年代になって駅に近い部分が再建された。旧市街は、1970年代に共同開発ゾーンとしてスラム除去政策を経験している。
グルネー地区は、現在産業の空洞化にさらされた古い工業地区である。工場のいくつかは現在も操業中だが、徐々に住宅団地のかたちに変換されている。この地区は都市再生計画の対象となっている。
台地上にあるルエール地区、カヴェ地区、ムーラン地区は、1960年代から1970年代に生まれた集合住宅群が主体である。

## 交通
- 道路 - かつての国道16号線は、ピエールフィット＝シュル＝セーヌからアミアンを経由してダンケルクへ至る、王国時代の王道であった。この国道16号線はクレイユ中心部からレピュブリック通りをかつて通っていた。県道1016号線は、コミューン東部から周辺を走る4車線のバイパスとなっている。クレイユは、サンリスとの間をつなぐ県道1330号線を通じてA1と接続し、パリへ向かうことができる。ボーヴェとは県道1016号線と、4車線ある国道31号線が通じている。
- 鉄道 - RER D線とトランジリアンH線の駅がある。これらの路線に乗ってパリ北駅、ポントワーズ、コンピエーニュ、アミアン、ボーヴェ、ブローニュ＝シュル＝メール、サン＝カンタンまで行くことが可能だが、その多くがクレイユから直接行くのではなくパリが始発駅となっている。
- バス - 2012年4月よりバス路線網が再編された。バス路線はクレイヨワーズ都市圏交通会社によって運営されている。
- 水上交通 - クレイユには貿易を行うオワーズ川港があり、オワーズ県商工会議所が運営している[3]。
- 空港 - コミューン内にある唯一の飛行場はクレイユ空軍基地である。シャルル・ド・ゴール空港へはA1道路を用いて30分ほどである。クレイユからサンリスを経由してシャルル・ド・ゴール空港へ向かうバスの定期路線を用いると、片道45分である[4]。

## 由来
656年に記された「聖エリギウスの生涯」において、クレイユの名はCrioloとして初めて現れる。672年にはCrioilumであった。さらに後の851年にはCrediliumであった。942年の文書に記されたCretheltense castrumの名は城のことを指している。1115年にはCreduliiであった。
Creilの第2部分である-eilはおそらくガリア語のialo（普通名詞ではialon）であろう。「村」という形態をとる前の、「清められた、開けた状態」を意味する。全般的に、フランス北部では-euilまたは-ueilで終わる名詞が多く、-eilは例外的である。

## 歴史

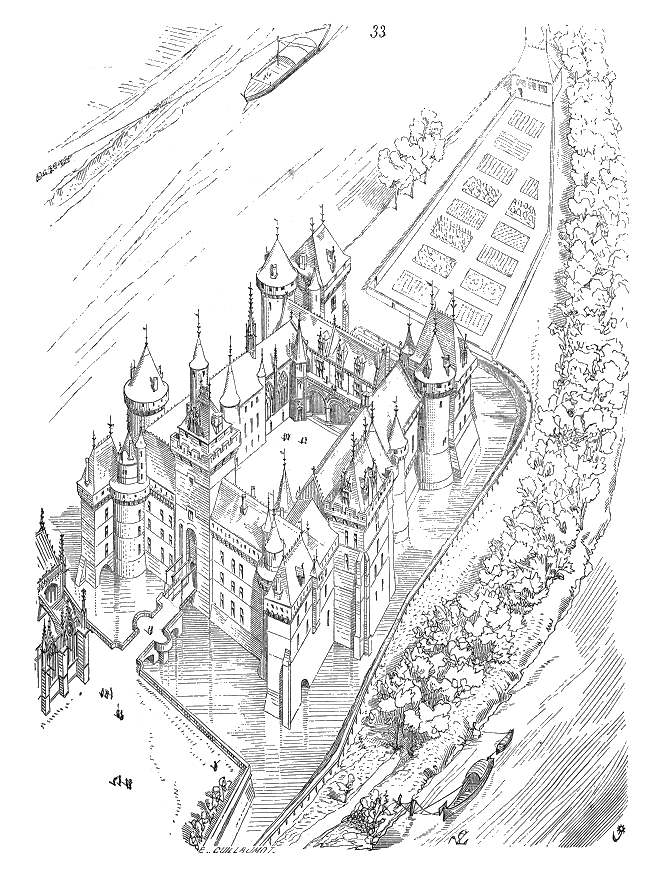
かつてのクレイユ城の図

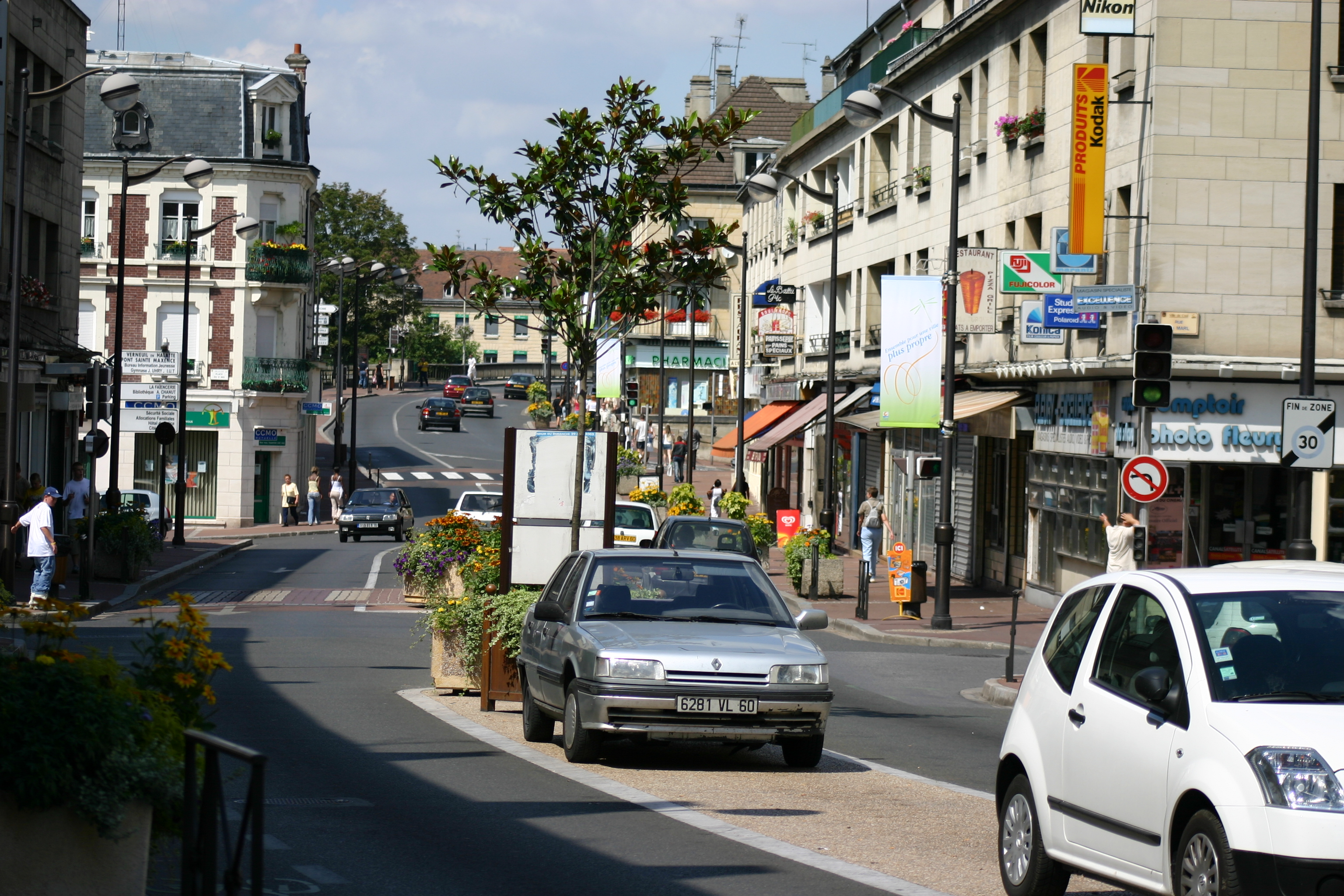
左岸のサン＝メダール地区

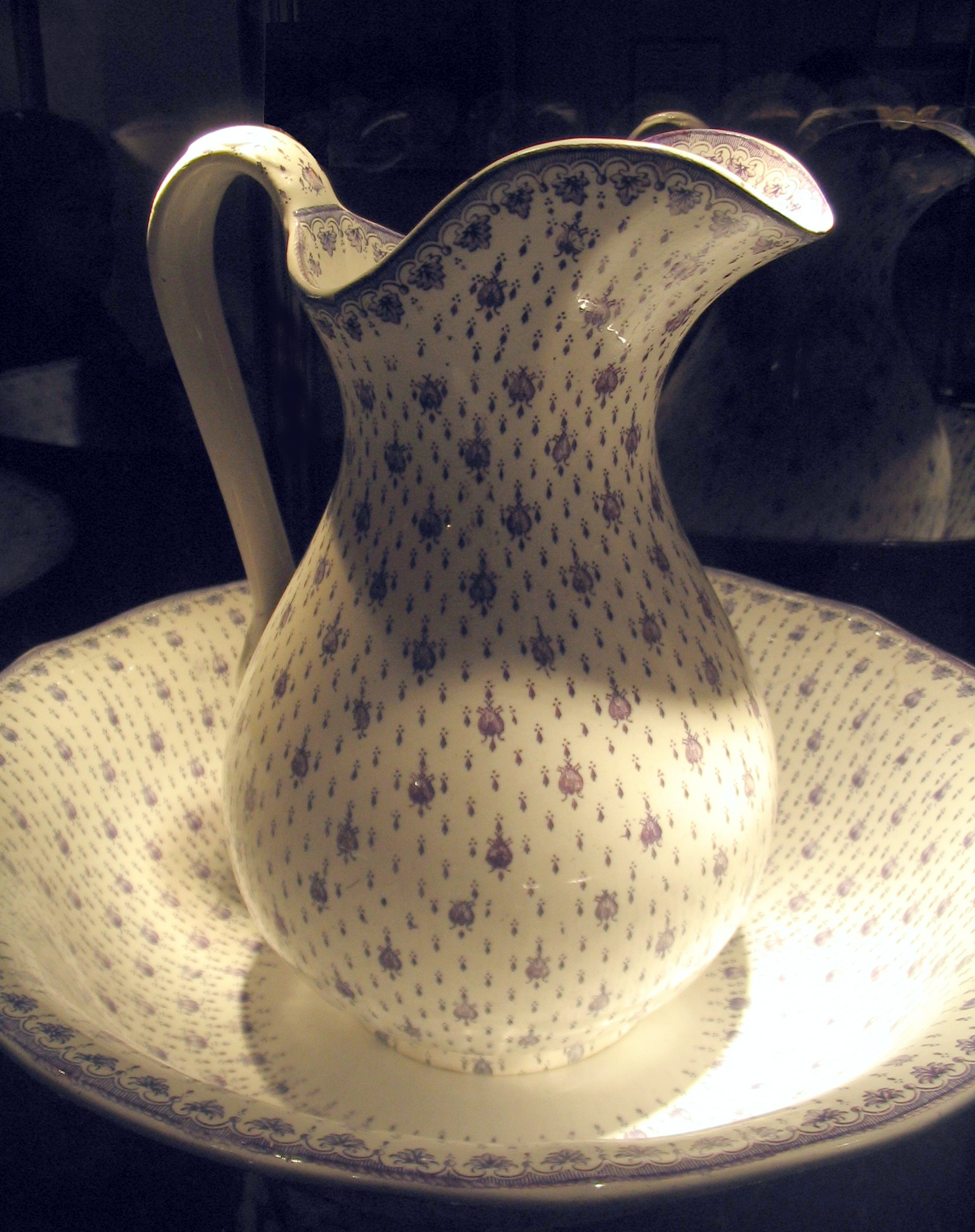
クレイユのファイアンス焼

初めてクレイユの存在が記されたのは、およそ633年頃である。ルーアン司教ウアンが書いた「聖エリギウスの生涯」においてで、ダゴベルト1世はブルトン人の王ジュディカエルの臣従を受けたとある。10世紀、サンリス領主の持つ城が現在のサン＝モーリス島にあった。1150年に城の近くにサンテヴルモン教会がつくられ、続いて巡礼の対象となる聖遺物を受け入れた。まちは島の先端で成長しただけでなく、左岸に新たな教区サン＝メダールをつくった。12世紀からまちには病院とハンセン病患者のコロニーがあった。ルイ9世がクレイユ領主となると、代々のフランス王たちが滞在するようになった。シャルル4世はクレイユで誕生している。1374年、シャルル5世はまちの市場を再建しようとし、ベアトリス・ド・ブルボンの子でルクセンブルク公・ブラバント公であるヴェンツェルから領地を買った。百年戦争では幾度も戦火にさらされ、1441年についに占領された。近代以降もユグノー軍、フロンドの乱で占領された。1782年に領地はコンデ公のものとなるが、公爵は平民出身の官吏ピエール・ジュエリーにクレイユを売却した。この時代のクレイユ経済は、石の採石や川沿いで行われるコムギの製粉に限定されていた。
1797年、アイルランド出身のパリの実業家がクレイユにガラス工場をつくった。それはただちに陶器の工房となった。この工房は一世紀にわたってクレイユ最大の事業者となり、1840年には900人が働いていた。この工場は1895年にモントロー＝フォール＝ヨンヌにある工場と統合されたため閉じている。1810年、オワーズ川は新設されたサン＝カンタン運河によってスヘルデ川と接続された。オワーズ川の運河化事業は1825年から始まった。工業化が、石灰窯、石膏採掘、皮なめしという形態で始まった。
1846年にパリ-リール間の鉄道路線が開通したことで再びクレイユ経済は活性化した。フランス北部・東部からの鉄と石炭が直接運び込まれるようになったうえ、一方でパリから地方へ向かう出口に面していたためである。工業化による新しい設備は、右岸地区の駅の周辺に生まれた。金属化工業の工場のいくつかが、隣接コミューンとの境界に近いこの場所に根を下ろした。第一次世界大戦中の軍の需要が、前線に近い理想的な位置にあるクレイユ都市圏の経済活動を後押しした。労働者の住宅はシテと呼ばれる中心部にできた。
第一次世界大戦はクレイユの政治的転換点となった。フランス社会党のジュール・ユルリーが自治体首長選挙で勝利を収めたのである。以後、クレイユは中断することなく社会主義の牙城となっている。
第二次世界大戦中、クレイユでは2つのレジスタンス組織が活動した。1943年より、クレイユは激しい爆撃を受けた。クレイユはドイツ空軍の空軍基地となり、重要な鉄道の接合地点であった。
大戦後の経済復興期、ユシノール、フランコロール、ブリソヌーの3社で4000人もの人々が雇用されていた。北アフリカ出身者が多数を占める労働者たちの需要にこたえるため、台地上に集合住宅群を備えた地区が新設された。
1960年代以降、金属化工業は停滞の時代を迎え、工場は閉鎖されたり統合されたりした。工場の閉鎖は失業率を押し上げることとなった。パリへ通勤する者が増加し、社会問題化した。極右政党国民連合への投票傾向が足元を固めつつある。市政において1980年代からこの傾向を修正しようと試みられている。

## 人口統計
| 1962年 | 1968年 | 1975年 | 1982年 | 1990年 | 1999年 | 2006年 | 2009年 |
| ------ | ------ | ------ | ------ | ------ | ------ | ------ | ------ |
| 19235  | 32544  | 32509  | 34709  | 31956  | 30671  | 33479  | 34327  |

参照元は INSEE

## 史跡
- サン＝モーリス島にある城跡とガレ＝ジュイエ邸 - ノルマン人に破壊されたという9世紀の記録が残る。1374年頃、シャルル5世時代にのみ再建された。アンシャン・レジーム時代、コンデ公ルイ5世ジョセフ・ド・ブルボン＝コンデが所有し、1784年に政府によって売却され完全に破壊された。一方でまだいくつかの円形塔の遺構を見ることができる。1790年代に遺構の上に建てられたガレ＝ジュイエ邸の地上階と地下室も見られる。
- サン＝メダール教会 - 尖塔を含む、13世紀から16世紀の様式が混在する。その全体は非対称な三角形となっている。
- タンプル・ダムールのキオスク - サン＝モーリス島の北東端にある。1750年代に建てられた古い工場の庭園付属のフォリーである。

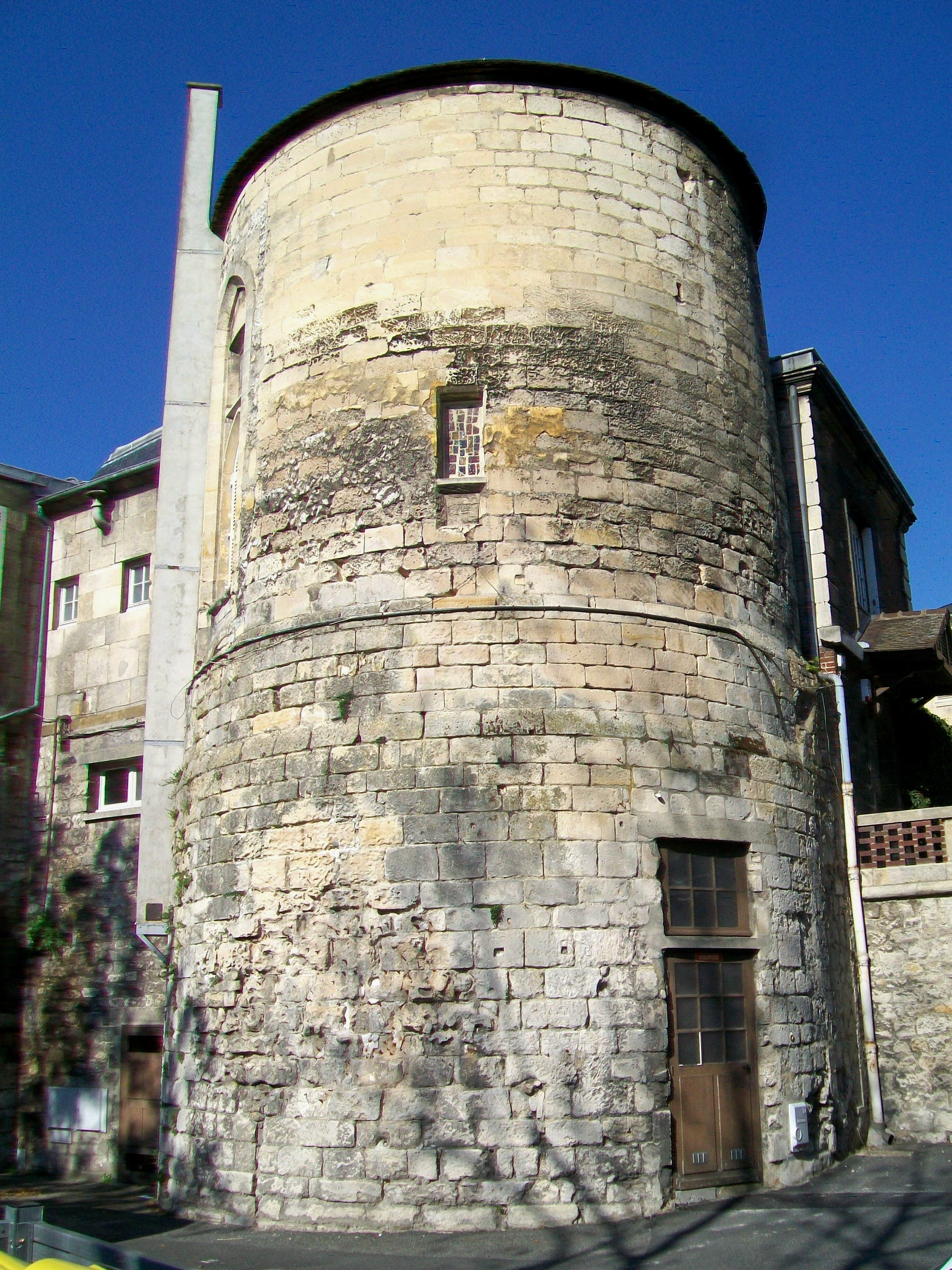
クレイユ城の塔
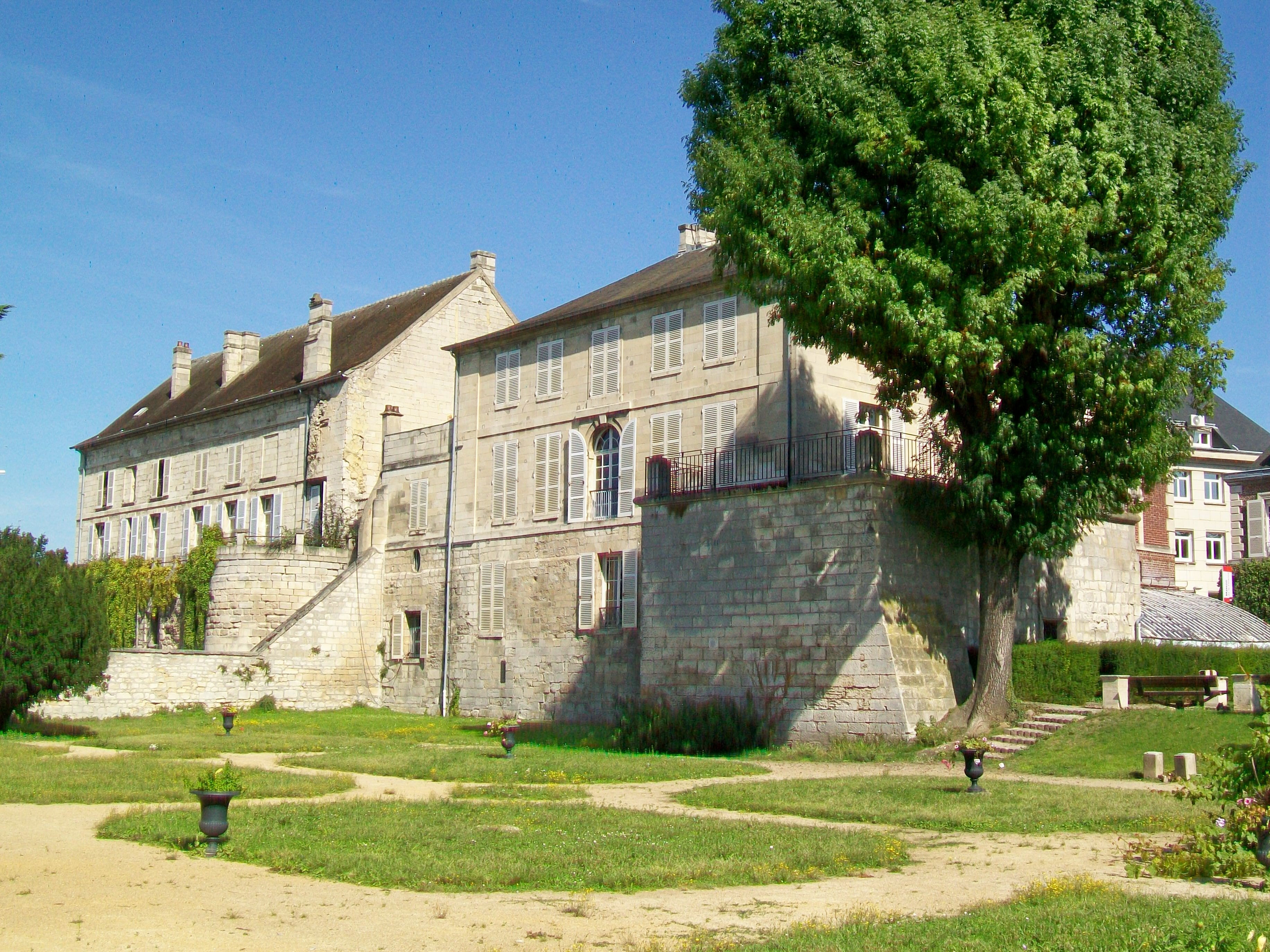
ガレ＝ジュイエ邸。現在は美術館
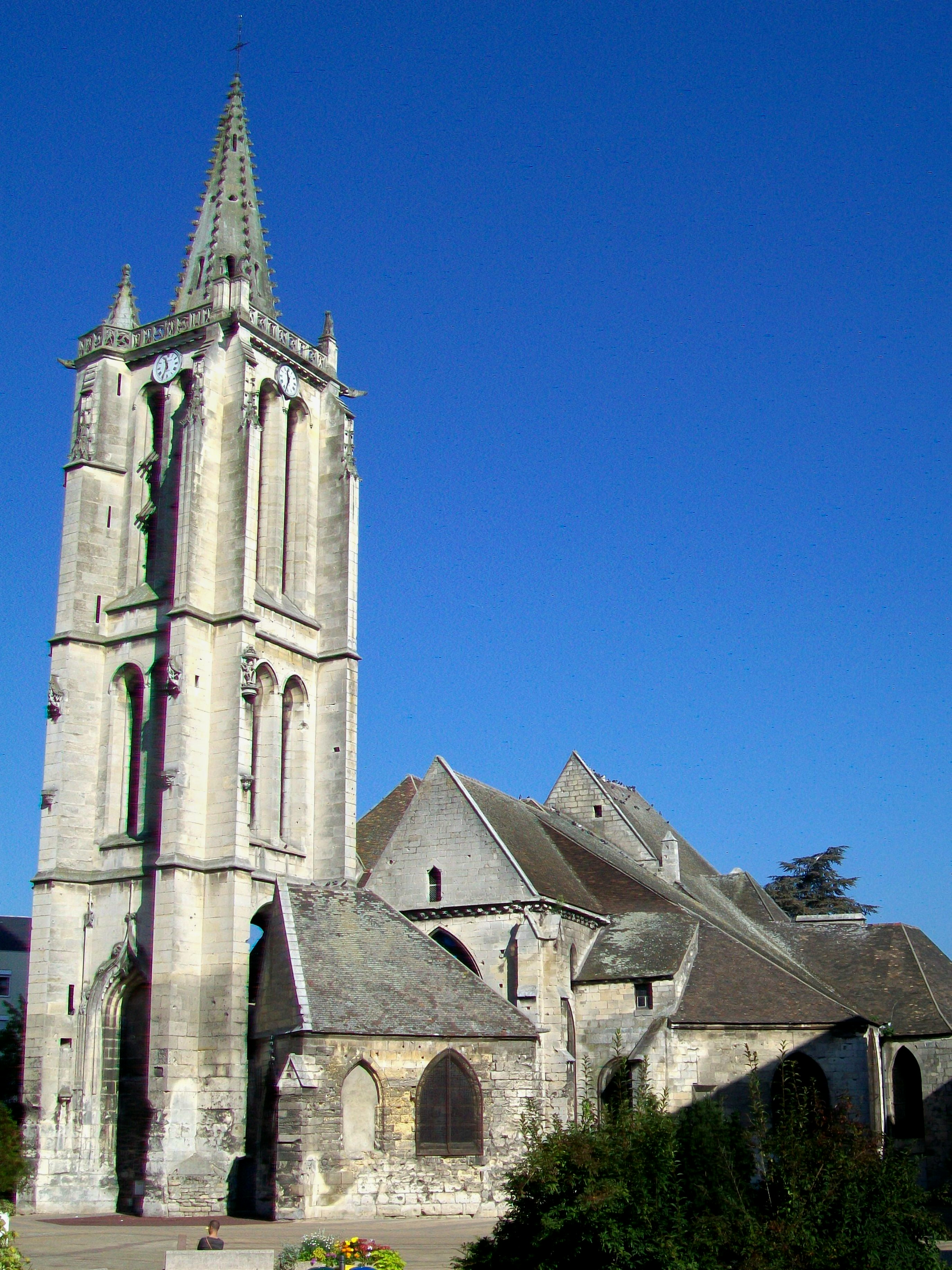
東側から見たサン＝メダール教会
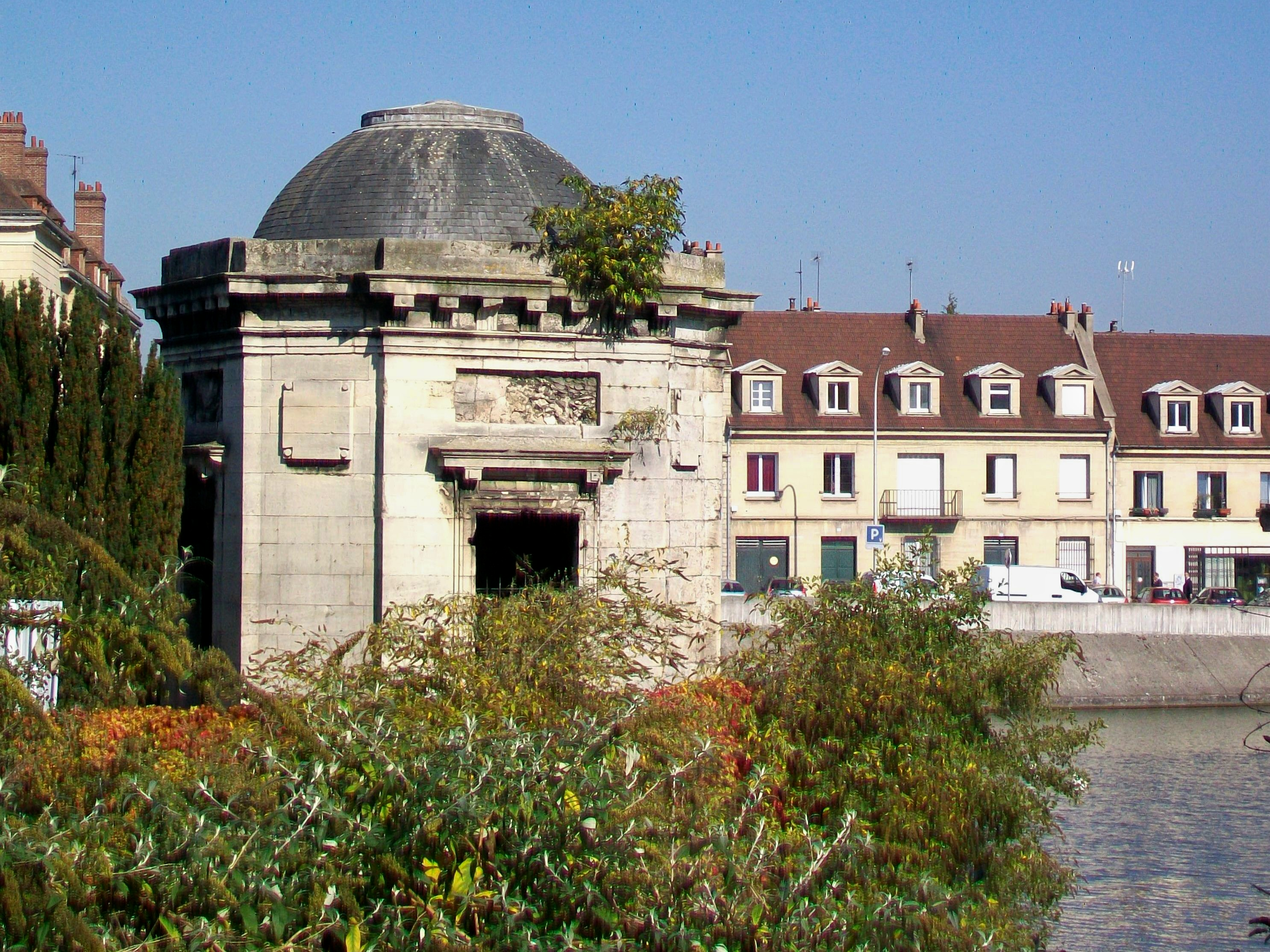
タンプル・ダムール

## 姉妹都市
3都市と姉妹都市協定を結んでいる。
- ペンドル、イギリス
- マール、ドイツ
- ホジュフ、ポーランド

## 出身者
- パッセリス・モルレンデ - バスケットボール選手
- エリック・ヴルト - 政治家。現シャンティイ市長